# ジョルダン・アイェウ
- ジョルダン・アイェウ
- ジョーダン・アユー

ジョルダン・ピエール・アイェウ（Jordan Pierre Ayew, 1991年9月11日 - ）は、フランス・マルセイユ出身のサッカー選手。ガーナ代表。ポジションはフォワード。プレミアリーグ・レスター・シティFC所属。
本人によると、名前は「ジョーダン・アユー」と発音している。

## クラブ経歴
2006年にオリンピック・マルセイユのユースに加入した。2009年、マルセイユと3年間のプロ契約を締結。12月16日、FCロリアン戦でデビューを果たした。
18歳でプロデビューするなどして、そのポテンシャルは世界的にも高く評価された。
2014年7月28日、FCロリアンに4年契約で移籍した。 
2015年7月27日、アストン・ヴィラFCに移籍した。
2017年1月31日、スウォンジー・シティAFCに移籍した。
2018年8月9日、クリスタル・パレスFCに1シーズンのレンタル移籍が発表された。しかし、リーグ戦ではわずか1得点に終わった。
2019年7月25日、クリスタル・パレスFCと3年契約を結び完全移籍。同シーズンでは、ロイ・ホジソンによる3トップのストライカーとなり、リーグ戦で9得点を記録した。2020-21シーズンはクリスティアン・ベンテケの復調もあり、1得点のみに終わる。
2021-22シーズンでは、新たにパトリック・ヴィエラが監督に就任し、退団したアンドロス・タウンゼントがプレーしていた右サイドに配置されるようになった。結果、ヴィエラが採用する新システムにフィットし、リーグトップのプレス回数を記録した。
2024年8月24日、2年契約でレスター・シティFCに完全移籍した。

## 代表経歴
2010年9月5日、アフリカネイションズカップ2012予選のスワジランド代表戦で兄アンドレと交代で出場し初キャップを記録した。2012年6月2日のW杯予選・レソト戦で代表初得点を含む2得点を挙げた。2014年6月9日の韓国戦でハットトリックを記録。

## 人物
父親は1990年代前半のマルセイユの中心選手でガーナ代表でも長く活躍したアベディ・ペレであり、長兄のイブラヒム・アイェウ及び次兄のアンドレ・アイェウもガーナ代表経験のあるプロサッカー選手である。

## 代表歴

### 出場大会
- ガーナ代表
  - 2014 FIFAワールドカップ
  - 2022 FIFAワールドカップ

### 試合数
- 国際Aマッチ 104試合 28得点（2010年-）[8]

2024年8月24日現在
| ガーナ代表 | 国際Aマッチ | 国際Aマッチ |
| 年         | 出場        | 得点        |
| ---------- | ----------- | ----------- |
| 2010       | 2           | 0           |
| 2011       | 1           | 0           |
| 2012       | 7           | 2           |
| 2013       | 0           | 0           |
| 2014       | 11          | 3           |
| 2015       | 14          | 5           |
| 2016       | 7           | 1           |
| 2017       | 8           | 1           |
| 2018       | 1           | 2           |
| 2019       | 10          | 3           |
| 2020       | 4           | 0           |
| 2021       | 8           | 1           |
| 2022       | 14          | 1           |
| 2023       | 9           | 1           |
| 2024       | 8           | 8           |
| 通算       | 104         | 28          |

## タイトル
クラブ
オリンピック・マルセイユ
- リーグ・アン (1): 2009–10
- クープ・ドゥ・ラ・リーグ (3): 2010, 2011, 2012
- トロフェ・デ・シャンピオン (2): 2010, 2011

個人
- スウォンジー・シティ 選手選出最優秀選手：2017-18
- スウォンジー・シティ シーズン最優秀ゴール：2017-18
- クリスタル・パレス 年間最優秀選手：2019-20
- クリスタル・パレス 選手選出最優秀選手：2019-20
- クリスタル・パレス シーズン最優秀ゴール：2019-20
- ガーナ年間最優秀選手：2020